# La educación sentimental

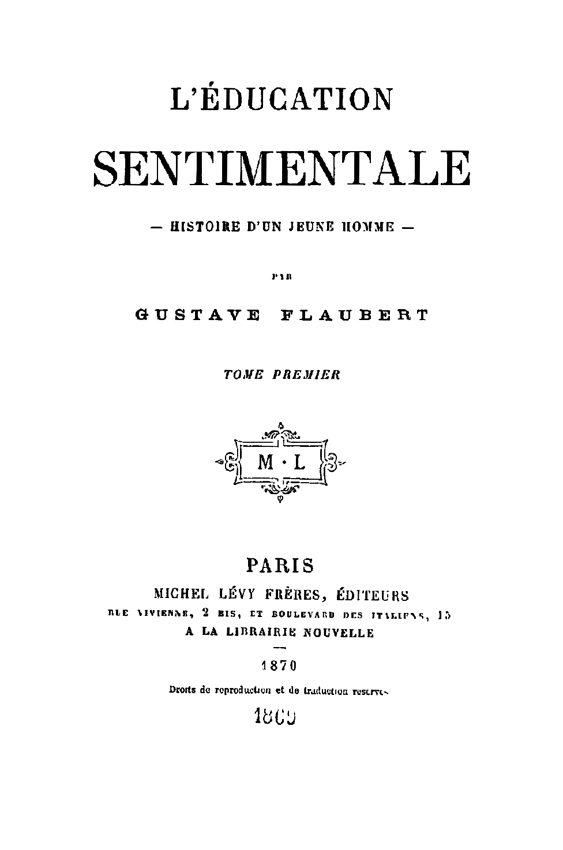
Portada de la primera edición (1869).

La educación sentimental (L'Éducation sentimentale en francés) es una novela de 1869 escrita por Gustave Flaubert. Fue su última novela publicada en vida, considerada una de las más influyentes del siglo XIX. Fue alabada por contemporáneos como George Sand, Émile Zola y Henry James.

## Trama
La novela describe la vida de un joven muchacho llamado Frédéric Moreau que vive la revolución de 1848 y la fundación del Segundo Imperio francés, y su amor por una mujer mayor, Madame Arnoux. Flaubert basó buena parte de las experiencias de su protagonista (incluida la pasión romántica) en su propia vida.